# 右代啓祐
右代 啓祐（うしろ けいすけ、1986年7月24日 - ）は、日本の陸上競技選手。専門は十種競技で現在の日本記録保持者。北海道江別市出身。国士舘大学体育学部卒業、国士舘大学大学院スポーツ・システム研究科博士課程在学中。国士舘クラブ所属。身長196cm。体重95kg。血液型A型。マネジメント契約先はスポーツビズ。

## 競技経歴
小学校時代はドッジボール少年団に所属していた。
大麻東中学校で陸上部に属し、1年生でハードル走、2年生で100m、砲丸投、走高跳の三種競技Aに取り組んだ。1年で168cmだった身長が2年で183cm、3年で188cmと急激に伸び、膝の痛みを誘発するオスグッド病によって思い切り練習ができなかったという。中学では通信陸上北海道大会での走高跳3位が最高位。
札幌第一高等学校の大町和敏監督に推薦入学の打診を受け同校へ入学。成績は1年生でインターハイ北海道地区大会・走高跳9位。秋の新人戦ではやり投に出場。走高跳の練習中に骨盤を剥離骨折し、1年生の冬季はウエイトトレーニングしか練習できなかったという。2年生の春にはオスグッド病も完治し、走高跳とやり投でインターハイへ出場した。
高校2年の冬、大町監督から八種競技への転向の打診を受け、初戦の札幌支部大会で5606点の北海道新記録をマーク、3試合目のインターハイでは2位となった。
大学は監督の母校国士舘大学へ進学した。1年で日本ジュニア選手権優勝、2年次に7055点、3年次に7166点を記録。4年生次に全日本インカレと日本選抜和歌山で優勝している。大学での自己ベストは7512点であった。
2009年に卒業し大学院へ進学。この年の日本選抜和歌山大会で日本歴代2位の7930点をマーク。
2011年、スズキに入社する。同年6月の第95回日本陸上競技選手権大会混成競技で日本人初となる8000点超えの8073点をマーク、日本記録を塗り替えた。同時に世界選手権参加B標準（8000点）を突破した。同年8月27日、28日の世界陸上大邱大会では7639点の20位であった。
2012年6月、日本選手権で自身2度目の8000点オーバーとなる8037点を記録して3連覇を達成し、この種目で1964年東京オリンピックに出場した鈴木章介以来、日本選手48年ぶりとなるオリンピック出場が決まった。同年8月8日、9日のロンドンオリンピックは7842点で20位。
2013年6月の日本選手権は7808点で優勝、4連覇を達成。同年8月10日、11日の世界陸上モスクワ大会は7751点で22位。同年11月、大阪高槻市にあるスポーツクラブトライにて中川隆が提唱するトライ体幹理論を3日間18時間に及ぶパーソナル合宿で直接学んだ。右代は2014年の日本記録更新時の取材にて、この時に体の正しい使い方を学べた事で自分の意思で記録を更新出来たと語っている。
2014年4月27日、日本選抜陸上和歌山大会で8143点を記録し日本記録を更新。6月1日の日本選手権混成競技では自身の掲げる目標（8300点）を越える8308点を記録し、日本新で5連覇を達成した。同年9月30日から10月1日にかけて行われた2014年アジア競技大会（韓国・仁川）では8088点を記録し金メダルを獲得した。同年12月22日に東京で開かれた日本陸上競技連盟の年間表彰式「アスレティック・アワード」では年間最優秀選手に選ばれた。
2015年7月5日の第99回日本選手権では8058点で同大会6連覇を達成。同年8月28日、29日の世界陸上北京大会は7532点で20位。
2016年4月、日本選抜陸上和歌山大会でセカンドベストとなる8160点を記録して優勝、リオデジャネイロオリンピックの参加標準記録となる8100点を突破した。6月4日、棒高跳びの練習でポールが折れて左手親指の付け根を骨折し、左膝にも6針縫うけがを負った。7日には左手にボルトを3本埋めて固定して同月11日の日本選手権に臨んだが、1種目終了時点で医師の助言に従い、大事を取って棄権した。27日には中村明彦とともにリオデジャネイロオリンピック十種競技日本代表に内定、7月1日には同オリンピック日本選手団の旗手に選出された。
2019年9月、十種競技において2019年世界陸上競技選手権大会日本代表が内定していたが、日本陸連の不備により、内定取り消しとなった。だが9月20日、出場可能となったことを、自身のTwitterにて報告。インビテーション（招待枠）で右代選手含む5名の選手が世界陸上への出場が決定した。
2020年5月、スポーツマネジメント「スポーツビズ」と業務提携契約を締結。

## 十種競技記録
| 種目     | 記録           | ポイント | 自己記録       |
| -------- | -------------- | -------- | -------------- |
| 100m     | 11秒24（-0.6） | 808      | 11秒14（-0.5） |
| 走幅跳   | 7m15（-0.5）   | 850      | 7m45（+1.6）   |
| 砲丸投   | 15m19          | 801      | 15m65          |
| 走高跳   | 2m03           | 831      | 2m06           |
| 400m     | 49秒66         | 830      | 49秒66         |
| 110mH    | 14秒90（+0.1） | 862      | 14秒90（+0.1） |
| 円盤投   | 50m17          | 874      | 50m17          |
| 棒高跳   | 4m80           | 849      | 5m00           |
| やり投   | 69m11          | 876      | 73m82          |
| 1500m    | 4分32秒62      | 727      | 4分26秒68      |
| 十種競技 | 8308pts.       | 8308pts. |                |

## 人物・エピソード
父（北海道博物館学芸員）は高校時代は投擲選手、母は走高跳とハードルが専門でリレーで日本インカレに出場もしている。妹の織江は2008年のインターハイ女子やり投で優勝。弟の右代啓欣は北海道総体の四種競技で優勝。東京高等学校を経て兄と姉に続き国士舘大学へ進学。2015年5月15日、関東インカレの十種競技で自己2番目の記録となる7222点で優勝した。
趣味はフォークギターで、高校時代は路上ライブをしたこともある。
2015年7月31日に行われたプロ野球DeNA-広島戦の始球式では、球速133km/hを記録している。野球経験はないが、過去に最速141km/hを計測したことがある。2019年末には日本ハムが右代を入団テストに招待する意向を持っているといった報道もなされた。

## 主なメディア出演
- アスリートの魂「弱点こそ伸びしろ 陸上十種競技 右代啓祐」（NHK BS1、2015年7月25日）[11]
- ウルトラマンDASH（日本テレビ、2018年1月1日・2019年1月1日・2024年1月7日）